# Fences and Windows
Fences and Windows: Dispatches from the Front Lines of the Globalization Debate (em português: Cercas e Janelas: na linha de frente do debate sobre globalização) é um livro publicado em 2002 da escritora Naomi Klein e que foi lançada no Brasil em 2003 pela editora Record.
Esta publicação é uma coletânea que reúne artigos escritos por Naomi Klein, nos quais ela usa a linguagem jornalística para abordar o movimento antiglobalização no mundo, como movimento zapatista e os protestos contra instituições responsáveis pelo sistema comercial e financeiro mundial, tais como a OMC e o FMI.